# Hổ sư
Hổ sư (tiếng Anh: tiglon, tigon hoặc tion; danh pháp khoa học: Panthera tigris × Panthera leo, tên gọi bằng tiếng Việt không chính thức là hổ sư) là loài lai giữa hổ (Panthera tigris) đực và sư tử (Panthera leo) cái. Như vậy, bố mẹ của hổ sư cùng chi nhưng khác loài. Hiện nay hổ sư không nhiều bằng sư hổ, nhưng vào cuối thế kỉ 19, đầu thế kỉ 20 thì số lượng của chúng nhiều hơn sư hổ. 
Tại Vườn thú Alipore ở Ấn Độ, một con hổ sư cái tên là Rudhrani, sinh năm 1971, đã giao phối thành công với con sư tử châu Á tên là Debabrata. Rudhrani đã sinh ra bảy con hổ sư (litigon) trong nhiều lần. Một số trong chúng có kích thước khá ấn tượng như con Cubanacan (chết năm 1991) cân nặng thấp nhất 363 kilôgam (800 lb), chiều cao vai 1,32 mét (4,3 ft) và chiều dài toàn thân là 3,5 mét (11 ft).

## Hình ảnh

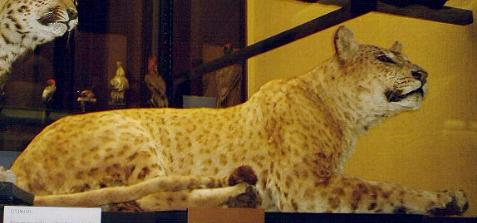